# ليو ويلش
ليو ويلش (بالإنجليزية: Lew Welch)‏ هو شاعر أمريكي، ولد في 16 أغسطس 1926 في فينيكس في الولايات المتحدة، وتوفي في 23 مايو 1971 في نيفادا سيتي في الولايات المتحدة.

## وصلات خارجية
- ليو ويلش على موقع ميوزك برينز (الإنجليزية)